# 율곡고등학교 (경북)
율곡고등학교(栗谷高等學校)는 대한민국 경상북도 김천시 율곡동에 있는 공립 고등학교이다.

## 학교 연혁
- 2015년 2월 28일 : 율곡고등학교 준공검사 완료
- 2015년 3월 1일 : 율곡고등학교 21학급 설립 인가
- 2015년 3월 1일 : 율곡고등학교 개교(최주식 초대 교장 취임)
- 2015년 3월 2일 : 제1회 입학식[1학년 7학급 170명(남 128명, 여 42명)] 입학
- 2016년 1월 13일 : 연구학교 운영지정(2016.3.1.-2019.2.28.) 고시
- 2016년 1월 13일 : 자율형공립고 신규지정(2016.3.1.-2021.2.28.) 고시
- 2018년 2월 8일 : 제1회 졸업식[3학년 7학급 151명(남 118명, 여 33명)]
- 2020년 7월 22일 : 자율형공립고 재지정 고시(2021.3.1.-2025.2.28.)
- 2020년 12월 8일 : 고교학점제 선도학교 운영(2021.3.1~)
- 2022년 3월 1일 : 제4대 김형욱 교장 취임
- 2024년 2월 8일 : 제7회 졸업식[3학년 7학급 140명(남 63명, 여 77명)
- 2024년 3월 4일 : 제10회입학식[1학년7학급 146명(남 99명, 여 47명)

## 참고 자료
- 율곡고등학교 - 한국교육학술정보원 학교알리미